# Kugel (Darstellende Geometrie)

Kugel-Umriss bei Zentralprojektion: Zwei Türme, Lösung in Architektenanordnung, Details: s. unten

Die Kugel spielt in der Technik und der Architektur eine wichtige Rolle und gehört neben Zylinder und Kegel zu den klassischen Objekten, die in der Darstellenden Geometrie zeichnerisch behandelt werden. Eine Kugel wird in der Darstellenden Geometrie immer durch ihren Umriss dargestellt (s. Umrisskonstruktion). Dabei unterscheidet man zwischen dem wahren Umriss und dem scheinbaren Umriss. Der wahre Umriss besteht aus den Punkten der Kugeloberfläche, in denen Projektionstrahlen Tangenten sind. Im Fall einer Zentralprojektion wird immer vorausgesetzt, dass sich das Projektionszentrum (Augpunkt) nie innerhalb der Kugel befindet.
Der wahre Umriss einer Kugel ist
- bei Parallelprojektion ein Großkreis der Kugel (d. h. Kreismittelpunkt ist gleich dem Kugelmittelpunkt),
- bei Zentralprojektion ein Kleinkreis der Kugel (d. h. der Kreismittelpunkt fällt nie mit dem Kugelmittelpunkt zusammen).

Die Projektion des wahren Umrisskreises nennt man den scheinbaren Umriss. Die Gestalt dieses scheinbaren Umrisses hängt stark von der Projektionsart ab.
Der scheinbare Umriss einer Kugel ist
- bei senkrechter Parallelprojektion ein Kreis mit Radius der Kugel,
- bei schiefer Parallelprojektion eine Ellipse,
- bei Zentralprojektion eine Ellipse oder (in Sonderfällen) ein Kreis (s. u.) unter der üblichen Voraussetzung, dass die Kugel sich vor der Verschwindungsebene befindet (andernfalls würde sich ein Teil der Kugel hinter dem Betrachter befinden).

Der Einfachheit halber bedeutet Umriss im Folgenden stets der scheinbare Umriss.

## Parallelprojektion einer Kugel

Kugel: Umriss bei schiefer Parallelprojektion

Kugel: Umriss bei Vogelperspektive (Militärperspektive), Prinzip

### Kugel bei senkrechter Parallelprojektion
Bei senkrechter Parallelprojektion (s. orthogonale Axonometrie) erscheint eine Kugel immer als Kreis mit dem Radius der Kugel. Man muss also nur das Bild {\displaystyle {\overline {M}}} des Kugelmittelpunktes konstruieren und einen Kreis um {\displaystyle {\overline {M}}} zeichnen mit dem Radius der Kugel.

### Kugel in Ingenieuraxonometrie und Isometrie
Da die Ingenieuraxonometrie und die Standard-Isometrie skalierte senkrechte Parallelprojektionen sind, muss bei einer Ingenieuraxonometrie der Kugelradius mit dem Faktor {\displaystyle 1{,}06}, bei einer Standardisometrie mit dem Faktor {\displaystyle 1{,}225} multipliziert werden.

Kugel: Umriss bei Kavalierperspektive, Prinzip
Kugel: Kuppelbau in Kavalierperspektive

### Kugel bei schiefer Parallelprojektion
Bei einer schiefen Parallelprojektion ist das Bild einer Kugel eine Ellipse. Um ihren Mittelpunkt und die Achsen zu bestimmen, betrachten wir die Projektion einer Kugel in einer Zweitafelprojektion (s. Bild). Man erkennt: Die Projektionsstrahlen erzeugen bei der Abbildung des wahren Umrisses {\displaystyle w} der Kugel einen Zylinder, dessen Schnitt mit der Grundrisstafel die Umrissellipse ist. Dass der Schnitt eines Zylinders mit einer nicht achsenparallelen Ebene eine Ellipse ist, kann man sich mit Hilfe von Dandelinschen Kugeln klarmachen.
- Der Mittelpunkt der Umriss-Ellipse ist das Bild des Kugelmittelpunktes,
- die kleine Halbachse {\displaystyle b} ist der Radius der Kugel und
- die Richtung der Hauptachse ist die Richtung der Projektionsstrahlen im Grundriss (Bildtafel der schiefen Parallelprojektion).

Um die Länge der großen Halbachse zu finden, benutzt man, dass
- die Brennpunkte {\displaystyle F_{1},F_{2}} der Umrissellipse die Bilder der Punkte {\displaystyle P_{1},P_{2}} des zur Bildtafel (hier Grundrisstafel) senkrechten Kugeldurchmessers sind. Hieraus ergibt sich der Abstand {\displaystyle e} der Brennpunkte vom Mittelpunkt. Zur Begründung denkt man sich die Kugel entlang der Projektionsstrahlen nach unten gleiten. Dabei wird die Kugel zunächst die Grundrissebene mit ihrem tiefsten Punkt {\displaystyle P_{2}} im Punkt {\displaystyle F_{2}} als erste Dandelinsche Kugel und beim Weitergleiten die Grundrissebene mit {\displaystyle P_{1}} im Punkt {\displaystyle F_{1}} als zweite Dandelinsche Kugel berühren.

- Aus der Beziehung {\displaystyle a^{2}=b^{2}+e^{2}} ergibt sich schließlich die Halbachsenlänge {\displaystyle a} (s. Bild) und die Ellipse kann (z. B. mit der Scheitekrümmungskreismethode) gezeichnet werden.

### Kugel bei Vogelperspektive
Eine Vogelperspektive (Militärperspektive) ist eine schiefe Parallelprojektion auf eine horizontale Bildtafel. Axonometrisch bedeutet dies: die x- und y-Koordinaten können unverkürzt verwendet werden und die z-Koordinaten werden durch Multiplikation mit einem Verkürzungsfaktor {\displaystyle v_{z}} verkleinert. Zur Abbildung einer Kugel (der Einfachheit halber) mit Mittelpunkt im Ursprung
bestimmt man
- das Bild des Kugelmittelpunktes (hier der Nullpunkt),
- das Bild {\displaystyle F_{1}} eines Punktes des senkrechten Kugeldurchmessers und erhält {\displaystyle e},
- die große Halbachse (s. Bild: Die Projektionsrichtung in der Bildtafel ist die Richtung des Bildes der z-Achse).

Eine stärker verzerrte Kugel ist im Artikel Axonometrie dargestellt.

### Kugel bei Kavalierperspektive
In diesem Fall wird mit parallelen Strahlen schief auf eine senkrechte Bildtafel projiziert. Im Beispiel ist die Bildtafel die y-z-Ebene. Dies bedeutet axonometrisch: die y- und z-Koordinaten werden unverändert übernommen und die x-Koordinaten werden durch Multiplikation mit einem Faktor {\displaystyle v_{x}} verkürzt. Die Projektionsrichtung in der Bildtafel wird hier durch das Bild der x-Achse festgelegt. Die Konstruktion der Umrissellipse erfolgt analog zur Vogelperspektive. Ein Brennpunkt ergibt sich hier durch Projektion eines Punktes des zur y-z-Ebene senkrechten Kugeldurchmessers.

Zentralprojektion einer Kugel: Beispiele

## Zentralprojektion einer Kugel

Kugel: Umriss bei Zentralprojektion, Dandelinsche Kugeln

Den (scheinbaren) Umriss einer Kugel bei Zentralprojektion kann man sich als Schnitt des geraden Kegels, der von der Kugel und die sie berührenden Sehstrahlen erzeugt wird, mit der Bildtafel vorstellen. Da eine Ebene, die nicht durch die Kegelspitze geht, einen Kegel in einem nicht ausgearteten Kegelschnitt schneidet, können als Bilder der Kugel Ellipse, Hyperbel oder Parabel auftreten. Wir wollen hier nur den „üblichen“ Fall, dass die Kugel vor der Verschwindungsebene liegt, betrachten. D. h., die Kugel wird hier immer als Ellipse oder Kreis erscheinen. Die Umrissellipse als Bild des wahren Umrisskreises ist allerdings nicht so einfach wie bei Parallelprojektion zu konstruieren, da
- bei Zentralprojektion i. A. der Mittelpunkt eines Kreises nicht der Mittelpunkt der Bildellipse ist (s. Ellipse (Darstellende Geometrie)).

Nur falls der Kugelmittelpunkt auf der Geraden durch Augpunkt und Hauptpunkt liegt, ist der Umriss wieder ein Kreis und dessen Mittelpunkt der Hauptpunkt. Wir werden also hier zunächst die beiden Brennpunkte {\displaystyle F_{1},F_{2}} der Bildellipse konstruieren. Deren Mitte ist dann der Mittelpunkt {\displaystyle M_{e}} der Ellipse und auf ihrer Verbindungsgerade liegen die Hauptscheitel.
Um die Urbilder der Brennpunkte zu bestimmen, stellen wir uns Folgendes vor: Die Kugel lassen wir innerhalb des mit den Sehstrahlen erzeugten Kegels entlang gleiten und blasen sie gleichzeitig auf, so dass sie den Kegel immer von innen in einem Kreis berührt, bis die aufgeblasene Kugel die Bildtafel im Punkt {\displaystyle F_{1}} berührt. Die aufgeblasene Kugel ist in dieser Lage die erste Dandelinsche Kugel der Bildellipse. Durch weiteres Verschieben und Aufblasen berührt die Kugel die Bildtafel im Punkt {\displaystyle F_{2}} und ist die zweite Dandelinsche Kugel. Bei diesem Prozess geht der zur Bildtafel senkrechte Durchmesser {\displaystyle P_{1},P_{2}} jeweils in das Lot in {\displaystyle F_{1}} bzw. {\displaystyle F_{2}} auf die Bildtafel über.
Konstruktionsschritte (s. Beispiel: Vorlage und Lösung):
1. Zeichnen des zur Bildtafel senkrechten Kugeldurchmessers {\displaystyle P_{1},P_{2}} im Grundriss.
2. Abbilden (gemäß der Architektenanordnung) der beiden Punkte {\displaystyle P_{1},P_{2}} ergibt die Brennpunkte {\displaystyle {\overline {P}}_{1},{\overline {P}}_{2}}. Die Gerade durch {\displaystyle P_{1},P_{2}} ist eine Tiefenlinie und hat den Hauptpunkt {\displaystyle H} als Fluchtpunkt.
3. Mittelpunkt {\displaystyle {\overline {M}}_{e}} von {\displaystyle {\overline {P}}_{1},{\overline {P}}_{2}} ist der Mittelpunkt der Ellipse.
4. Konstruktion des Urbildes {\displaystyle M_{e}} von {\displaystyle {\overline {M}}_{e}}.
5. Abbildung des Kugel-Kreises mit Mittelpunkt {\displaystyle M_{e}}, der parallel zur Bildtafel ist, ergibt die kleine Halbachse {\displaystyle b} der Ellipse.
6. Aus der Beziehung {\displaystyle a^{2}=e^{2}+b^{2}} ergibt sich die große Halbachse.
7. Zeichnen der Bildellipse (z. B. mit der Krümmungskreismethode).

Kugel: Umriss bei Zentralprojektion, Beispiel, Vorlage (links) und Lösung

Kugel: Zentralprojektion zweier Kugeltürme, Lösung

Das letzte Bild zeigt die Lösung des ersten Beispiels: Zentralprojektion zweier Kugeltürme. Das Bild der linken Kugel erscheint verzerrt. Der Grund: Ein Teil der Kugel liegt nicht mehr im Sehkegel (s. Sehkreis). Um solche Verzerrungen zu mindern oder gar zu vermeiden, muss man die Distanz so erhöhen, bis das abzubildende Objekt innerhalb des Sehkegels liegt. Dann wird die Umriss-Ellipse „kreisähnlicher“. D. h., ihre Halbachsen {\displaystyle a,b} sind nicht sehr verschieden, was im Beispiel vermieden wurde, um den Ellipsencharakter des Kugelumrisses hervorzuheben.